# Трындык, Николай Захарович
Николай Захарович Трындык (1916, с. Четвертиновка, Подольская губерния — 1987) — советский художник. Заслуженный художник Кабардино-Балкарской АССР (1967).

## Биография
Родился в Подолье в крестьянской семье. С 1934 года учился в Луганском (Ворошиловградском) художественном училище, однако не окончил его.
В 1938 году переехал в Нальчик. Участник Великой Отечественной войны, после её окончания вернулся в Кабардино-Балкарию.
Возглавлял художественный отдел газеты «Кабардино-Балкарская правда».
В 1960—1980-х годах было организовано несколько персональных выставок художника (первая — в 1961 году).
Умер в 1987 году.

## Творчество
Признавался одним из ведущих пейзажистов республики. При этом достаточно часто природа в работах художника выступает как арена деятельности человека-труженика. Создал серию индустриальных пейзажей, посвящённых работе Тырныаузского горно-обогатительного комбината. Также работал в сфере монументально-декоративного искусства.
Произведения художника хранятся в нальчикском Музее изобразительных искусств им. А. Л. Ткаченко.